# Kościół rektoralny Św. Jana Chrzciciela w Zawichoście
Kościół rektoralny Świętego Jana Chrzciciela – rzymskokatolicki kościół rektoralny znajdujący się na terenie parafii Wniebowzięcia Najświętszej Maryi Panny w Zawichoście.

## Historia i architektura
Jest to świątynia pofranciszkańska, wybudowana dla klarysek w latach 1245-1257, przez franciszkanów była użytkowana od 1262 do 1864 roku. Świątynia była wielokrotnie niszczona i odbudowywana, ostatni raz miało to miejsce po 1945 roku. Budowla reprezentuje styl wczesnogotycki, posiada jedną nawę oraz dwie kaplice w stylu barokowym z lewej i prawej strony. Zachodnia fasada i strop w nawie zostały zrekonstruowane. W prezbiterium zachowało się oryginalne sklepienie krzyżowo-żebrowe z XIII wieku. Wyposażenie wnętrza reprezentuje styl barokowy.

## Galeria

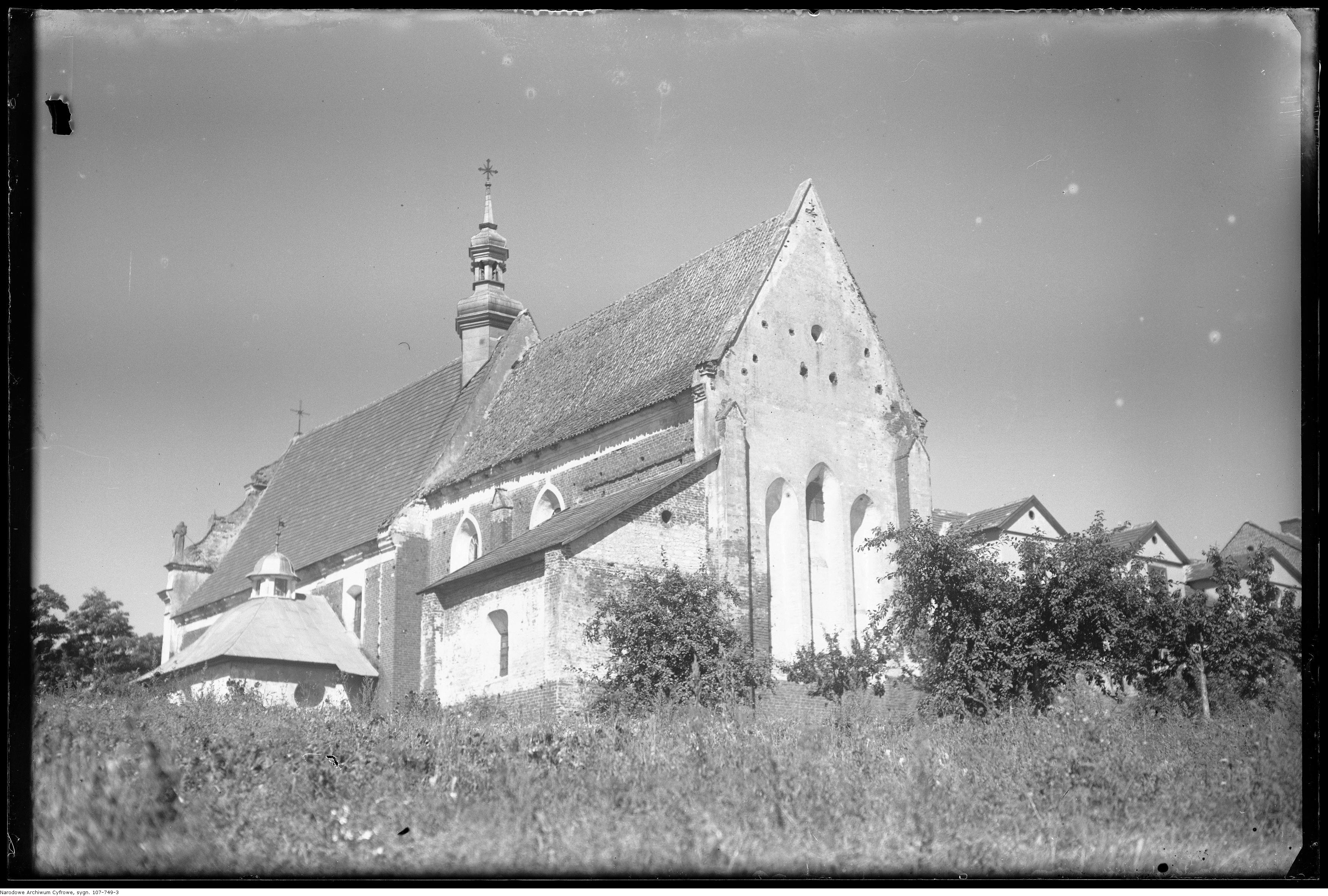
Widok z 1935 (fot. Narcyz Witczak)
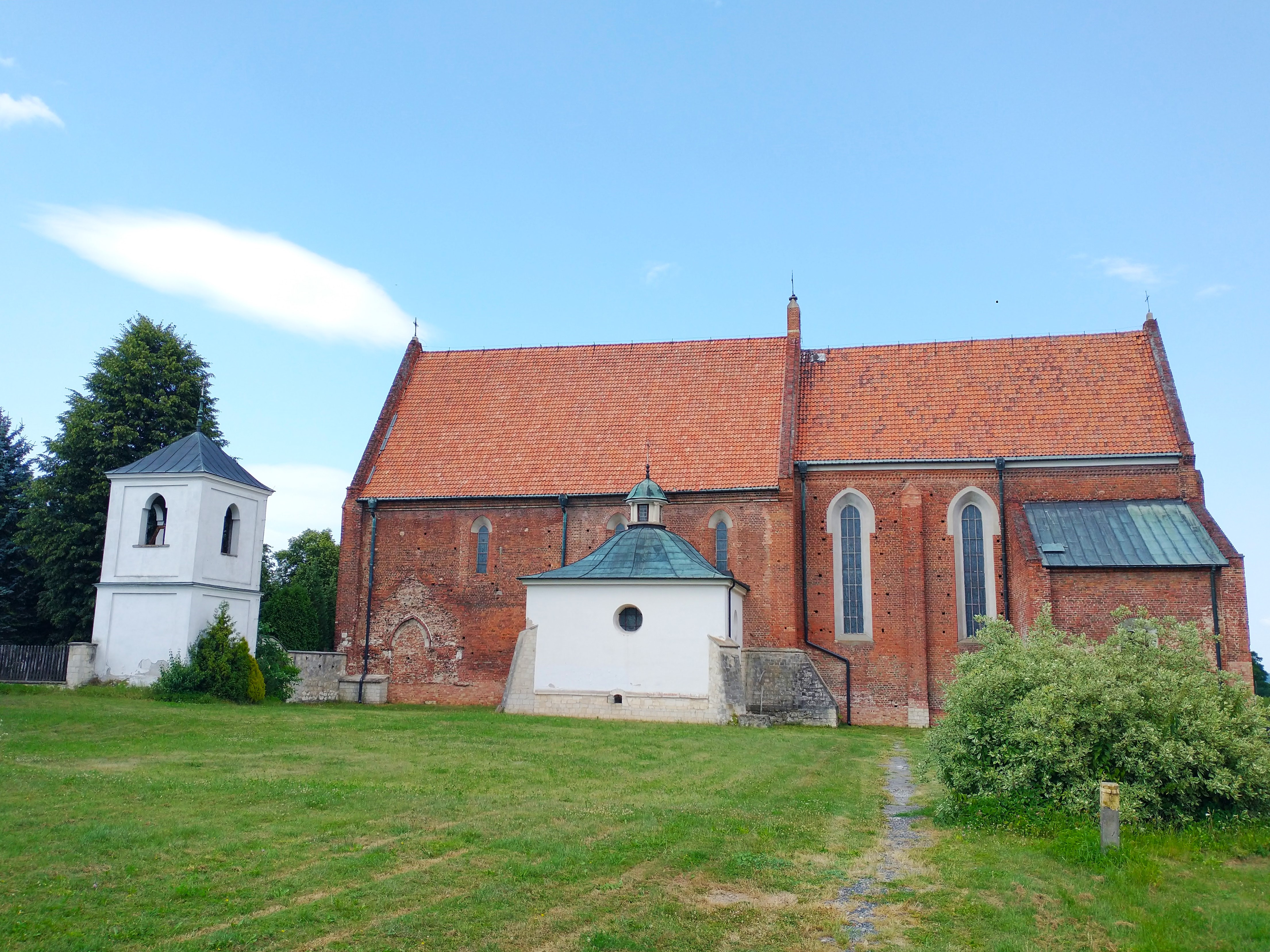
Widok od południa
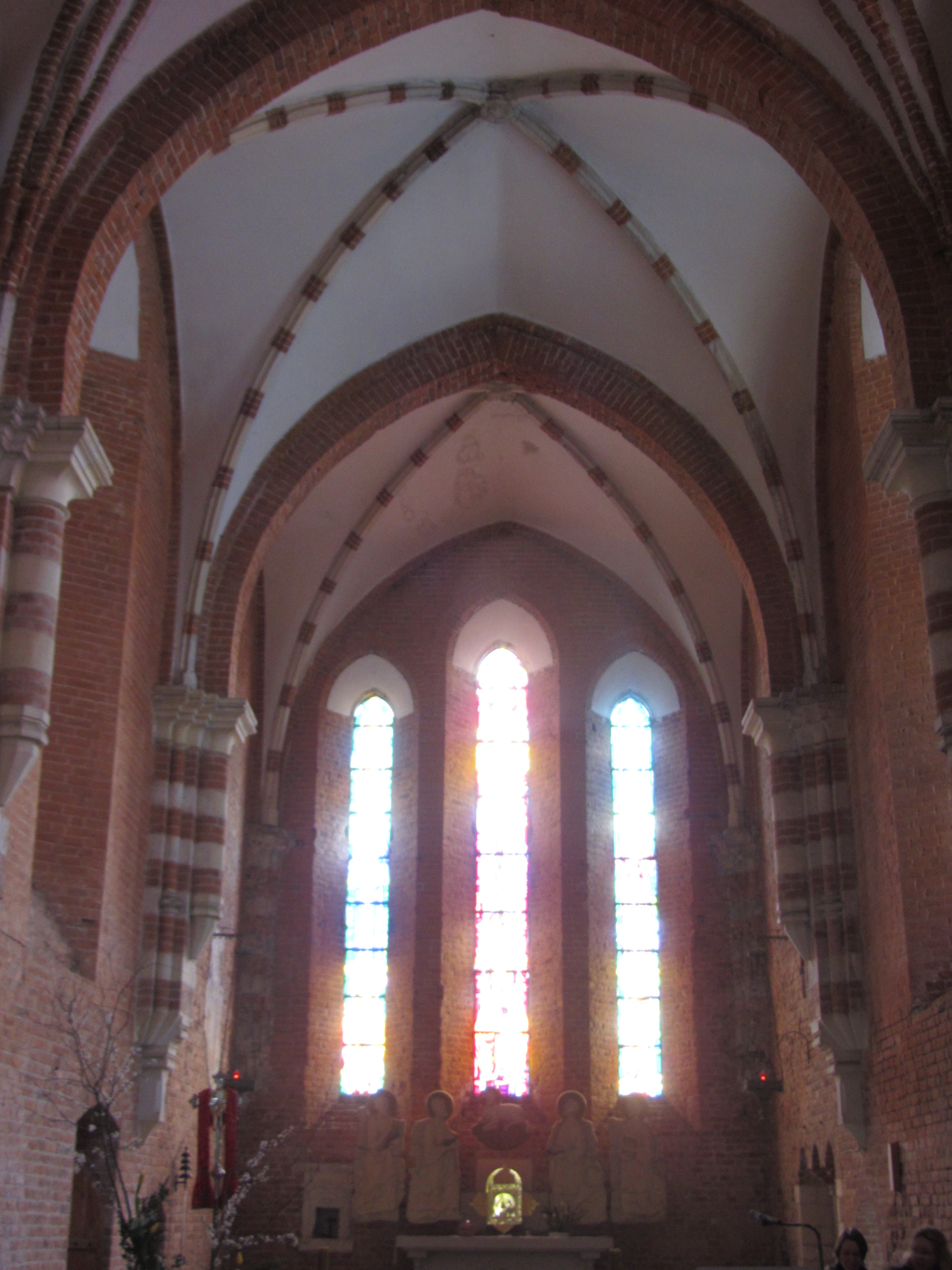
Wnętrze